# Андреас Веркмайстер
Андреас Веркмайстер (на немски: Andreas Werckmeister) (30 ноември 1645 – 26 октомври 1706) е германски органист, музикален теоретик, и композитор от бароковата ера. Разработва музикалното темпериране през 1691 г., което получава разпространение в германския музикален барок.
От 1664 г. е органист в Хаселфелде, след това в Елбингероде, а от 1696 в църквата Св. Мартин в Халберщат.
Неговите трудове „Musikalische Temperatur“ (1691) и „Orgel-Probe“ (1698) оказват влияние на Йохан Себастиан Бах и вероятно намират отражение в творбата на Бах „Добре темперирано пиано“ от 1722 г., състояща се от 48 прелюдии и фуги.
Запазени са много малко музикални произведения на Веркмайстер:
- Musicalische Privatlust; изд. Кведлинбург, 1689
- Wo Ist Der Neugeborne König Der Juden (кантата), неавторско ръкописно копие, 1715 г.

## Теоретични съчинения
- Musicae mathematicae hodegus curiosus oder richtiger musicalischer Weg-Weiser (1686)
- Musicalische Temperatur (1691)
- Hypomnemata Musica (1697)
- Erweiterte und verbesserte Orgelprobe (1698)
- Die nothwendigste Anmerkungen und Regeln (1698)
- Cribum Musicum (1700)
- Harmonologia Musica (1702)
- Musicalische Paradoxal-Discourse (1707)